# Generał martwej armii
Generał martwej armii (alb. Gjenerali i ushtrisë së vdekur) – powieść albańskiego pisarza Ismaila Kadare. Po raz pierwszy została wydana w roku 1963. Polski przekład powieści, dokonany z języka francuskiego przez Marię i Cezarego Gawrysiów i wydany w 1984 r., był pierwszym przekładem powieści Kadarego na język polski i jednocześnie drugim w historii przekładem na język polski albańskiej powieści w ogóle.

## Fabuła
Akcja powieści rozgrywa się w Albanii, do której w początkach lat 60. ze specjalną misją przybywa włoski generał, wraz z księdzem. Jego zadaniem jest zebranie informacji i przeprowadzenie ekshumacji szczątków żołnierzy włoskich, poległych w Albanii, w czasie II wojny światowej. Zebrane przy poległych dokumenty i listy przedstawiają wieloznaczny i skomplikowany obraz relacji okupantów z miejscową ludnością. Opowieści miejscowej ludności pozwalają odtworzyć okoliczności śmierci żołnierzy. Trwająca rok misja generała staje się dla Kadarego pretekstem do ukazania heroizmu albańskich partyzantów i okrucieństwa włoskich żołnierzy.
Powieść Generał martwej armii jest najczęściej tłumaczonym dziełem Ismaila Kadare – doczekała się przekładu na 29 języków, pierwszym przekładem powieści było wydane w roku 1966 tłumaczenie na język bułgarski.

## Ekranizacje
W 1983 Luciano Tovoli wyreżyserował film Il generale dell’armata morte na motywach powieści I. Kadare, z Marcello Mastroiannim w głównej roli. W 1989 na motywach powieści powstał film fabularny Powrót martwej armii, w reż. Dhimitra Anagnostiego. W tym samym roku odbyła się premiera francuskiego filmu La Vie et rien d’autre, w reżyserii Bernarda Taverniera, na motywach powieści Ismaila Kadare, z Philippem Noiretem w roli głównej.

## Recenzje (w języku polskim)
- B. Górowska, „Słowo Polskie” 1984/210, s. 4.
- T. Krzemień, „Tu i Teraz” 1984/29, s. 10.
- M.Troszyński, „Nowe Książki” 1984/11, s. 133–134.
- Wig, „Echo Dnia” 1985/51, s. 5.
- S. Szulist, „Kierunki” 1986/5, s. 12.

## Wybrane przekłady powieści
- 1966: Generalat na myrtwata armija (bułg. tłum. Marina Marinowa), wyd. Sofia
- 1971: The General of the dead army (ang. tłum. Derek Coltman), wyd. Londyn
- 1973: Der General der toten Armee (niem. tłum. Sybille A. Rott), wyd. Düsseldorf
- 1976: General mrtve armade (słoweń. tłum. Jakob Emeršič), wyd. Maribor
- 1978: General mrtve armije (chorw. tłum. Đuro Plemenčić), wyd. Rijeka
- 1981: Ǧenerāl al-ǧayš al-mayyit (arab. tłum. Abd 'al-Laṭif), wyd. Damaszek
- 1983: Le général de l’armée morte (fr. tłum. Jusuf Vrioni), wyd. Paryż
- 1983: Generál mŕtvej armády (słowacki tłum. Mária Hevierová), wyd. Bratysława
- 1987: El general del ejército muerto (hiszp. tłum. Ramon Sánchez), wyd. Madryt
- 1990: Generál mrtvé armády (czes. tłum. Hana Tomková), wyd. Praga
- 1997: Den doede haers general (norw. tłum. Kari Risvik, Kjell Risvik), wyd. Oslo
- 2001: Den döda arméns general (szw. tłum. Britt Arenander), wyd. Sztokholm
- 2004: General na mrtvata vojska (maced. tłum. Adem Gajtani), wyd. Skopje
- 2004: Viên tướng của đạo quân ché̂t (wietn. tłum. Nguyẽ̂n Văn Sĩ), wyd. Hanoi
- 2008: Mula armadako generalo (arum. tłum. Ibrahim Elshani), wyd. Prizren
- 2009: 死者の軍隊の将軍 (jap. tłum. Ichirō Iura), wyd. Tokio
- 2010: Il generale dell’armata morta: romanzo (włos. tłum. Augusto Donaudy), wyd. Mediolan
- 2020: Generalul armatei moarte  (rum. tłum. Marius Dobrescu), wyd. Bukareszt
- 2020: Ölüordunun generali (tur. tłum. Ece Dillioğlu), wyd. Stambuł
- 2021: De generaal van het dode leger (hol. tłum. Piet De Moor), wyd. Amsterdam
- 2021: Mirušo armijas ģenerālis (łot. tłum. Dens Dimiņš), wyd. Ryga